# Kantei

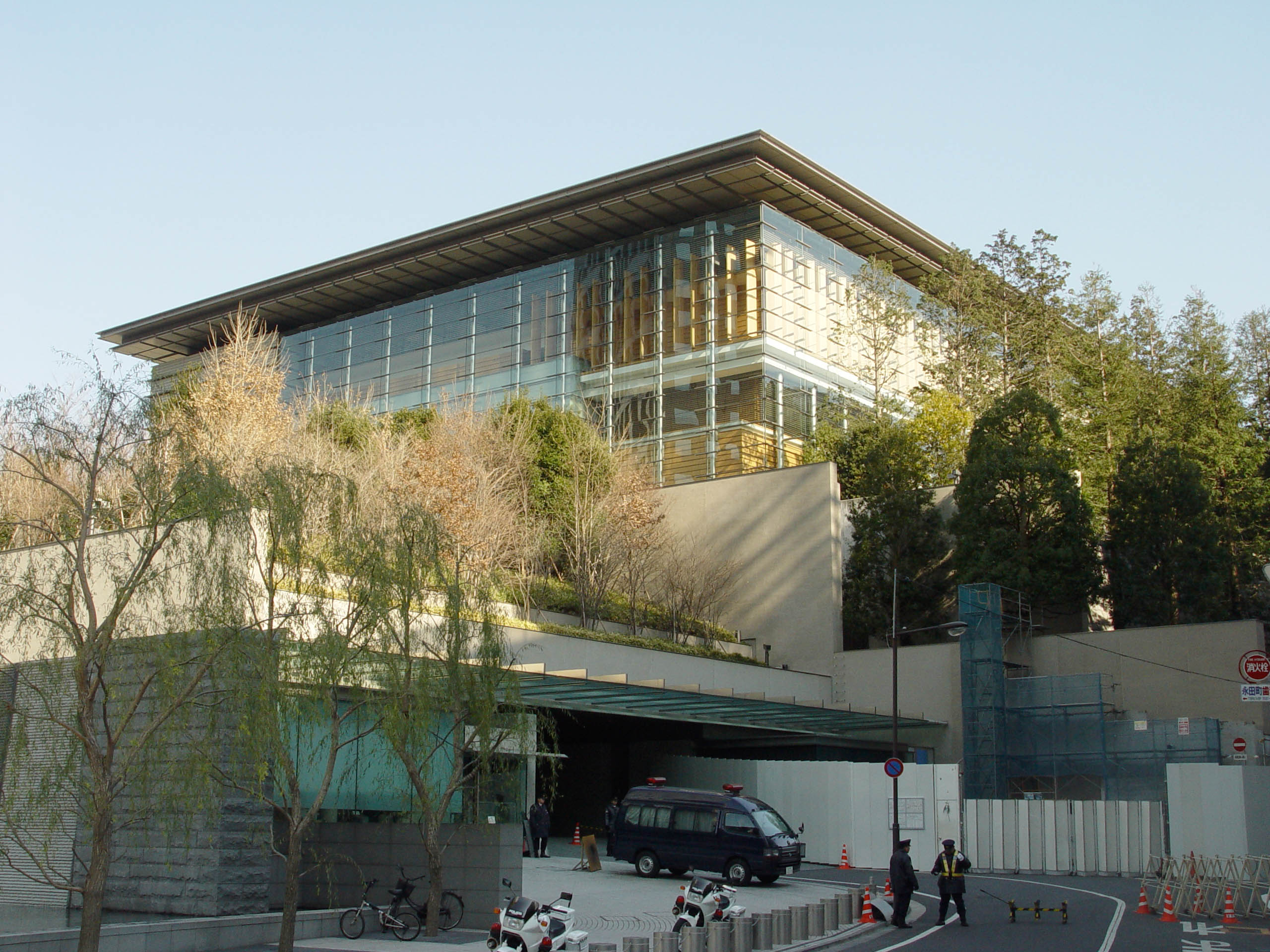
El Kantei actual (2002-).

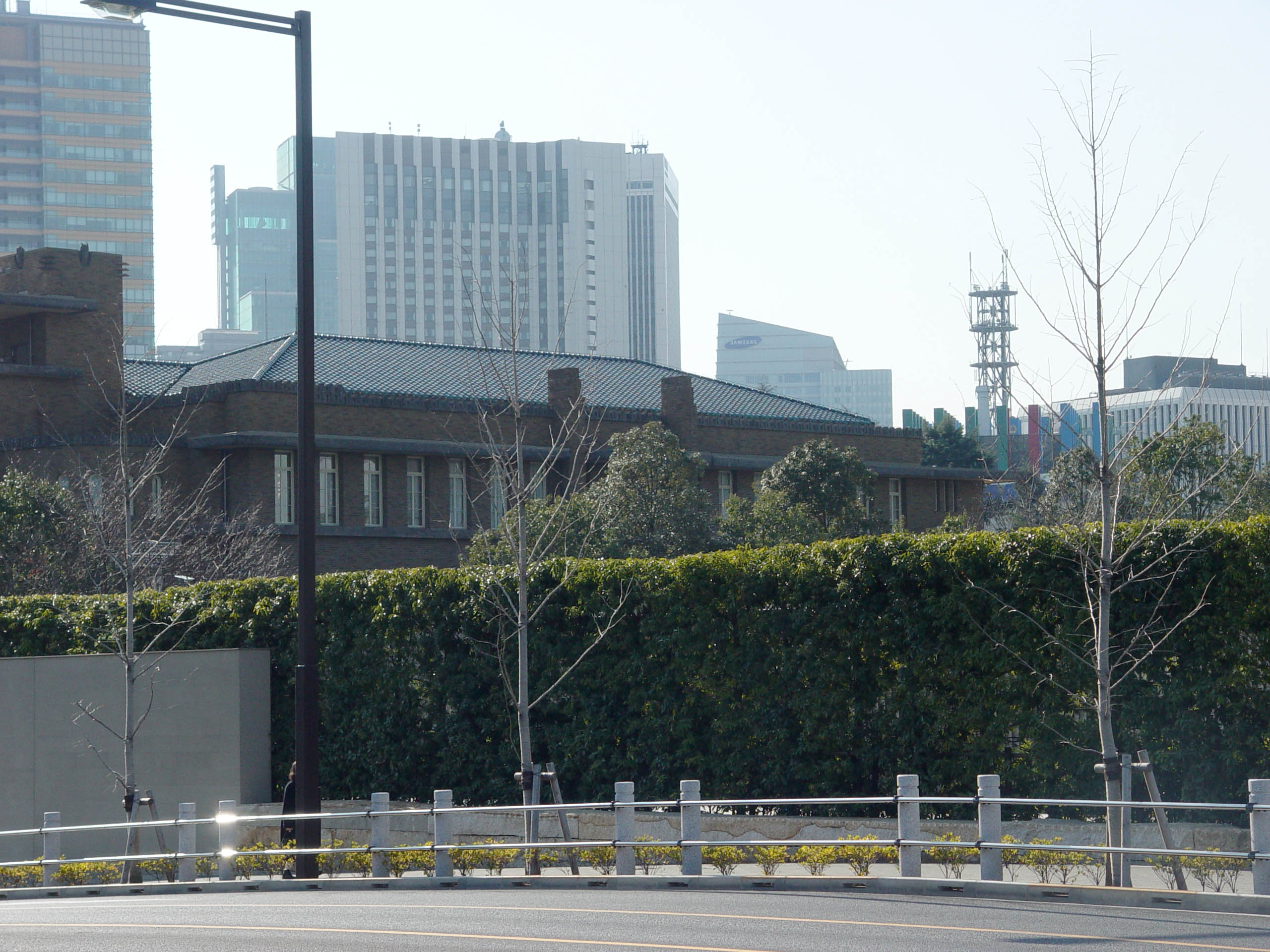
El Kantei antiguo (1929-2002).

El Sōri-daijin Kantei (総理大臣官邸), o Shushō Kantei (首相官邸), abreviado como Kantei (官邸), es la residencia oficial del primer ministro de Japón. Se encuentra en Nagatacho, frente al edificio de la Dieta, en Tokio, Japón.
El primer Kantei era una mansión de dos niveles, influenciada en su diseño por el arquitecto estadounidense Frank Lloyd Wright. Se construyó en 1929, para uso del primer ministro Tanaka Giichi. El edificio tiene un misterioso agujero de bala en su fachada de cristal. Se cree que la bala que ocasionó el agujero, fue disparada durante el incidente del 26 de febrero de 1936. Hay quienes atribuyen su origen a un levantamiento ocurrido en agosto de 1945, y otros lo atribuyen a una revuelta estudiantil en 1960.
El Kantei nuevo, de cinco niveles, fue completado en 2002 con un costo de $350 millones de dólares.